# Franco Selvaggi
Franco Selvaggi (Pomarico, 15 maggio 1953) è un ex calciatore e allenatore di calcio italiano, di ruolo attaccante. Con la nazionale italiana è stato campione del mondo nel 1982.

## Caratteristiche tecniche

### Giocatore
Attaccante rapido e brevilineo, molto mobile e adatto al gioco di manovra con i compagni che salgono a supportare l'attacco, era soprannominato Spadino per la bassa statura e la misura ridotta del piedi (calzava il 38). Il difensore Pietro Vierchowod lo ha annoverato tra i giocatori capaci di metterlo maggiormente in difficoltà («Mi faceva girare la testa, era imprendibile»).

## Carriera

### Giocatore

#### Club

Selvaggi in azione all'Udinese nel 1984

Dopo le giovanili con la Gianni Rivera Matera, in seguito diventata Pro Matera, passa alla squadra Primavera della Ternana, dove esordisce in serie A il 30 dicembre 1972 contro la Fiorentina, segnando poi il suo primo gol da professionista contro la Juventus. L'anno seguente passò alla Roma, giocando due sole partite di campionato. Dopo essere tornato alla Ternana per qualche mese nel 1974 fu ceduto al Taranto: giocò 5 campionati cadetti coi pugliesi.
Nel 1979 Gigi Riva, all'epoca dirigente del Cagliari, lo volle nell'attacco della squadra sarda appena ritornata in massima serie dopo tre stagioni di cadetteria; il passaggio dal Taranto al Cagliari fu inframmezzato da un breve tesseramento per il Matera. Alla fine del campionato 1979-80, Selvaggi risultò quarto nella classifica marcatori con 12 gol alle spalle di Roberto Bettega, Alessandro Altobelli e Paolo Rossi. Nei due anni successivi rimase in Sardegna.
Passò al Torino per un altro paio di stagioni discrete facendo coppia in attacco dapprima con Carlo Borghi e poi con l'austriaco Walter Schachner, poi nel 1984-85 giocò con l'Udinese.
Nella stagione successiva passò all'Inter, dove registrò 7 presenze; chiuse la carriera alla Sambenedettese in Serie B nella stagione 1986-87. Ha collezionato complessivamente nella massima serie 183 presenze, 49 reti.

#### Nazionale
Disputò dapprima due gare come fuoriquota con l'Under 21, marcando due gol nell'incontro d'esordio il 10 ottobre 1980 contro i pari categoria del Lussemburgo.
Il 19 aprile debuttò in nazionale maggiore a Udine, partendo da titolare, in occasione di un pareggio 0-0 contro la Germania Est. Il suo unico incontro ufficiale, che coincise anche con la terza e ultima apparizione in maglia azzurra, fu la partita valida per le qualificazioni europee al campionato del mondo 1982, a Torino tra Italia e Grecia terminata 1-1 e che diede all'Italia la matematica qualificazione.

Selvaggi in nazionale nel 1981

Nell'estate del 1982 fu incluso dal commissario tecnico Enzo Bearzot nella rosa per la fase finale del mondiale in Spagna. La scelta destò non poca sorpresa, poiché Selvaggi venne preferito ad altri elementi che, nel campionato di Serie A che si era appena concluso, si erano messi in luce sottorete molto di più rispetto a lui, uno su tutti il capocannoniere Roberto Pruzzo. Fu una scelta dettata da ragioni tecnico-tattiche, essendo Pruzzo non congeniale al gioco impostato dall'allenatore, ma soprattutto da motivi ambientali, in quanto Bearzot aveva deciso di puntare tutto su Paolo Rossi per la maglia da centravanti titolare, nonostante Rossi fosse reduce da un lungo periodo d'inattività; in tale situazione, con in panchina un gregario come Selvaggi, anche se Rossi avesse espresso prestazioni scadenti (come in effetti fu nella prima fase del mondiale), nessuno ne avrebbe chiesto a gran voce la sostituzione, scenario che sarebbe stato ben differente in presenza di nomi più importanti tra le riserve.
Selvaggi non verrà mai impiegato nel corso della manifestazione, ciò nonostante si fregerà con tutto il resto della spedizione azzurra del titolo iridato; ricordando a più di vent'anni di distanza tale esperienza, scherzando, rivendicò un suo ruolo attivo nella conquista del titolo, essendo stato reputato dal citì l'unico che avesse la pazienza necessaria a condividere la stanza con Marco Tardelli, all'epoca sofferente di insonnia. Dopo il mondiale spagnolo uscì definitivamente dal giro azzurro.
Selvaggi è stato il primo giocatore proveniente dalla Basilicata ad essere sceso in campo con la nazionale maggiore ed è rimasto l'unico fino al 2014, anno dell'esordio con gli Azzurri di Simone Zaza.

### Allenatore
Terminata la carriera da calciatore, nel 1987 viene nominato presidente del Matera dai proprietari della società, iscritta al campionato Interregionale; a fine stagione la squadra lucana viene retrocessa d'ufficio in Promozione per inadempienze finanziarie.
Divenuto in seguito allenatore, guida il Catanzaro nelle ultime 18 gare di Serie C2 1991-1992 e nelle prime 6 gare di Serie C2 1992-1993, il Taranto nei Dilettanti, il Matera in Serie C2 per due partite, il Castel di Sangro nelle ultime undici giornate del campionato di Serie B 1997-1998 in cui la squadra retrocede in Serie C1 a causa dell'ultimo posto in classifica, il Crotone nelle ultime sette giornate del campionato di Serie B 2001-2002 terminato all'ultimo posto in classifica con retrocessione in Serie C1.
Il 22 novembre 2008 viene nominato vice presidente e responsabile dell'area tecnica del Taranto; si dimette il 14 dicembre dello stesso anno.
Svolge i ruoli di docente presso la scuola allenatori del Settore Tecnico della FIGC, capo-osservatore del Cagliari e capo delegazione dell'Italia U-16. Nel 2016 fonda la scuola calcio Franco Selvaggi nella sua Matera. Nel 2017 diventa presidente onorario della Coppa Gaetano Scirea - la lealtà nello sport.

## Riconoscimenti
Il Cagliari lo ha inserito nella sua Hall of fame.

## Statistiche

### Cronologia presenze e reti in nazionale
| Cronologia completa delle presenze e delle reti in nazionale ― Italia | Cronologia completa delle presenze e delle reti in nazionale ― Italia | Cronologia completa delle presenze e delle reti in nazionale ― Italia | Cronologia completa delle presenze e delle reti in nazionale ― Italia | Cronologia completa delle presenze e delle reti in nazionale ― Italia | Cronologia completa delle presenze e delle reti in nazionale ― Italia | Cronologia completa delle presenze e delle reti in nazionale ― Italia | Cronologia completa delle presenze e delle reti in nazionale ― Italia |
| Data                                                                  | Città                                                                 | In casa                                                               | Risultato                                                             | Ospiti                                                                | Competizione                                                          | Reti                                                                  | Note                                                                  |
| --------------------------------------------------------------------- | --------------------------------------------------------------------- | --------------------------------------------------------------------- | --------------------------------------------------------------------- | --------------------------------------------------------------------- | --------------------------------------------------------------------- | --------------------------------------------------------------------- | --------------------------------------------------------------------- |
| 19-4-1981                                                             | Udine                                                                 | Italia                                                                | 0 – 0                                                                 | Germania Est                                                          | Amichevole                                                            | -                                                                     |                                                                       |
| 23-9-1981                                                             | Bologna                                                               | Italia                                                                | 3 – 2                                                                 | Bulgaria                                                              | Amichevole                                                            | -                                                                     |                                                                       |
| 14-11-1981                                                            | Torino                                                                | Italia                                                                | 1 – 1                                                                 | Grecia                                                                | Qual. Mondiali 1982                                                   | -                                                                     |                                                                       |
| Totale                                                                |                                                                       | Presenze                                                              | 3                                                                     |                                                                       | Reti                                                                  | 0                                                                     |                                                                       |

## Palmarès

### Giocatore

#### Nazionale
- Campionato mondiale: 1

Spagna 1982